# Júpiter LIV
Júpiter LIV, originalmente conhecido como S/2016 J 1, é um satélite natural externo de Júpiter. Foi descoberto por Scott S. Sheppard em 2016, mas sua descoberta foi anunciada somente em 2 de junho de 2017, por meio de uma Minor Planet Electronic Circular do Minor Planet Center. Tem cerca de 1 quilômetro de diâmetro, e orbita Júpiter a uma distância média de 20 650 845 km e uma inclinação de 139,8°. Pertence ao grupo Ananke.